# 让我们荡起双桨

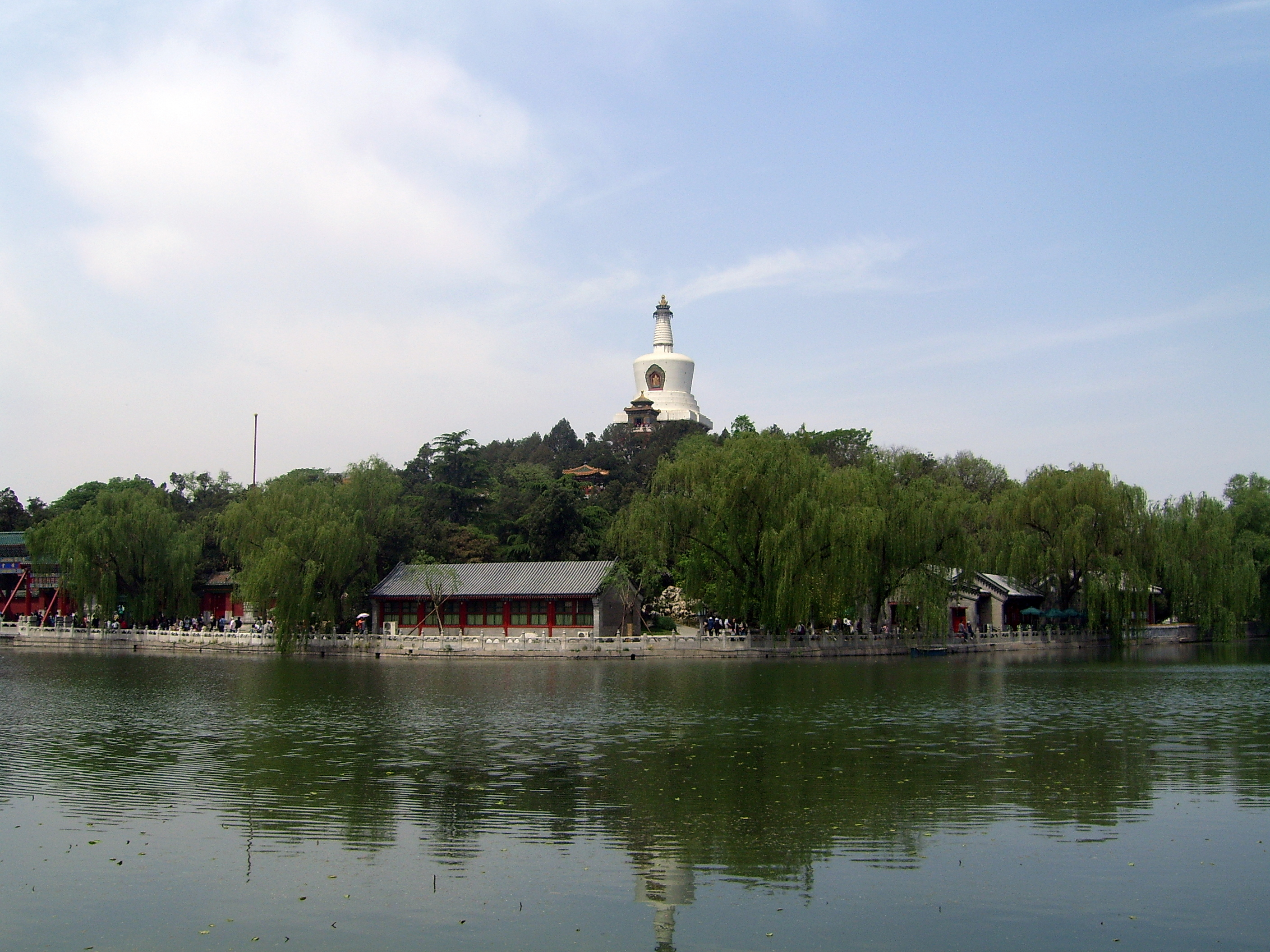
图为2007年拍摄的北海公园，图中湖面倒映的永安寺白塔即歌词中所提到的“白塔”

《让我们荡起双桨》，中國大陸儿童歌曲，乔羽作词，刘炽作曲，是为1955年上映的电影《祖国的花朵》创作的主题曲。歌曲描写的是少先队员在北海公园划着小船，尽情游玩，愉快歌唱的情景。

## 创作
1954年，长春电影制片厂在北京拍摄儿童电影《祖国的花朵》时，导演严恭和苏里找到词作家乔羽，请他创作电影主题曲。当时27岁的乔羽在中国剧本创作室工作，此前曾创作多部儿童题材的剧作，并为长影的电影创作过多首歌词，且年龄上与少年儿童较接近，因此被严恭认为是主题歌最合适的创作者。严恭提的要求是“花朵在春天里开放，我们的祖国已迈出春天的步伐，要把一种美妙的开始写出来。”乔羽一连几天毫无灵感后，决定先将创作搁置。同年夏，乔羽与女友佟琦在电影的外景地北海公园租了条小船，和一群少年一起在湖上泛舟。乔羽看到孩子划船游玩的情景后，迸发灵感创作了该歌曲的歌词。
1955年7月初，导演严恭、苏里带领影片摄制组成员和一大群十几岁少年到颐和园万寿山熟悉拍摄环境，作曲者刘炽也随着体验生活和寻找灵感。刘炽与孩子们在颐和园里嬉戏玩闹，当制片、剧务领着孩子们在昆明湖上了小船寻找水上感觉时，怕水的刘炽也在孩子们热情的邀请下登上了小船，与3个孩子一起在湖中游船。当船快到“犀牛望月”铜塑时，刘炽灵感萌发，让划船的孩子靠岸后，刘炽上岸坐在岸边一块大石头上，以腿为桌，写开该歌曲的乐谱，20分钟就完成了独唱部分和童声二部合唱部分的曲谱，又进行了一番修改后，刘炽便召集孩子们唱给他们听，得到了孩子们，以及导演和其他演员的认可。刘炽准备回住处后再完成管弦乐的总谱。由于归途中有位老师建议将歌改成三拍子。次日，刘炽将整理好的原先2/4拍歌曲和调整后的3/8拍歌曲交给孩子们学唱，孩子们一致认为原本2/4拍的好听，适合划船的节拍和感觉。于是，《让我们荡起双桨》最终定稿。

## 歌词解读
对于有研究者认为该歌曲的立意全部在“我问你亲爱的伙伴，谁给我们安排下幸福的生活”一句，乔羽回忆称创作时并未想到这个，1950年代初整个社会都是“非常幸福，非常愉快”的情绪，“后来发生过的事情都没有发生”，这句歌词是随手创作的。

## 传唱
该歌曲在电影《祖国的花朵》中由刘惠芳、王玉芳领唱，北京少年广播合唱团、长春红领巾合唱团合唱。该歌曲于1980年获全国第二次少儿歌曲评选一等奖。歌曲被收录进中小学音乐教科书，歌词被收入语文教科书，成为被广泛传唱至今的儿歌，并常常被用于中小学思想道德教育、歌颂中共教育和爱国主义教育中。2009年5月，中央文明办、中国文联、中国音乐家协会在中國大陸主要网站发起了网上推荐百首爱国歌曲活动，网民投票达2335万张。经过网上投票结果和专家评审，最终划定了100首爱国歌曲，并由中宣部、中央文明办正式发出通知进行推广，《让我们荡起双桨》名列其中。